# Tvibotten
Tvibotten är en sjö i Kungälvs kommun i Bohuslän och ingår i Göta älvs huvudavrinningsområde. Sjön är 2,5 meter djup, har en yta på 0,0914 kvadratkilometer och befinner sig 48,5 meter över havet.
Tvibotten är även ett område som ligger i täorten Kungälv i Västra Götalands län. Området är speciellt känt för sin större sjö och sina våtmarker. I sjön simmar fiskarter som bland annat större sutare, samtidigt som fågelarter av olika slag lockas till områdets miljö.

## Delavrinningsområde
Tvibotten ingår i delavrinningsområde (642200-127525) som SMHI kallar för Förgrening. Medelhöjden är 54 meter över havet och ytan är 38,53 kvadratkilometer. Räknas de 3155 avrinningsområdena uppströms in blir den ackumulerade arean 48 084 kvadratkilometer. Avrinningsområdets utflöde Göta älv (Röa) mynnar i havet. Avrinningsområdet består mestadels av skog (60 %), öppen mark (11 %) och jordbruk (11 %). Avrinningsområdet har 2,85 kvadratkilometer vattenytor vilket ger det en sjöprocent på 7,4 %. Bebyggelsen i området täcker en yta av 3,91 kvadratkilometer eller 10 % av avrinningsområdet.

## Bilder

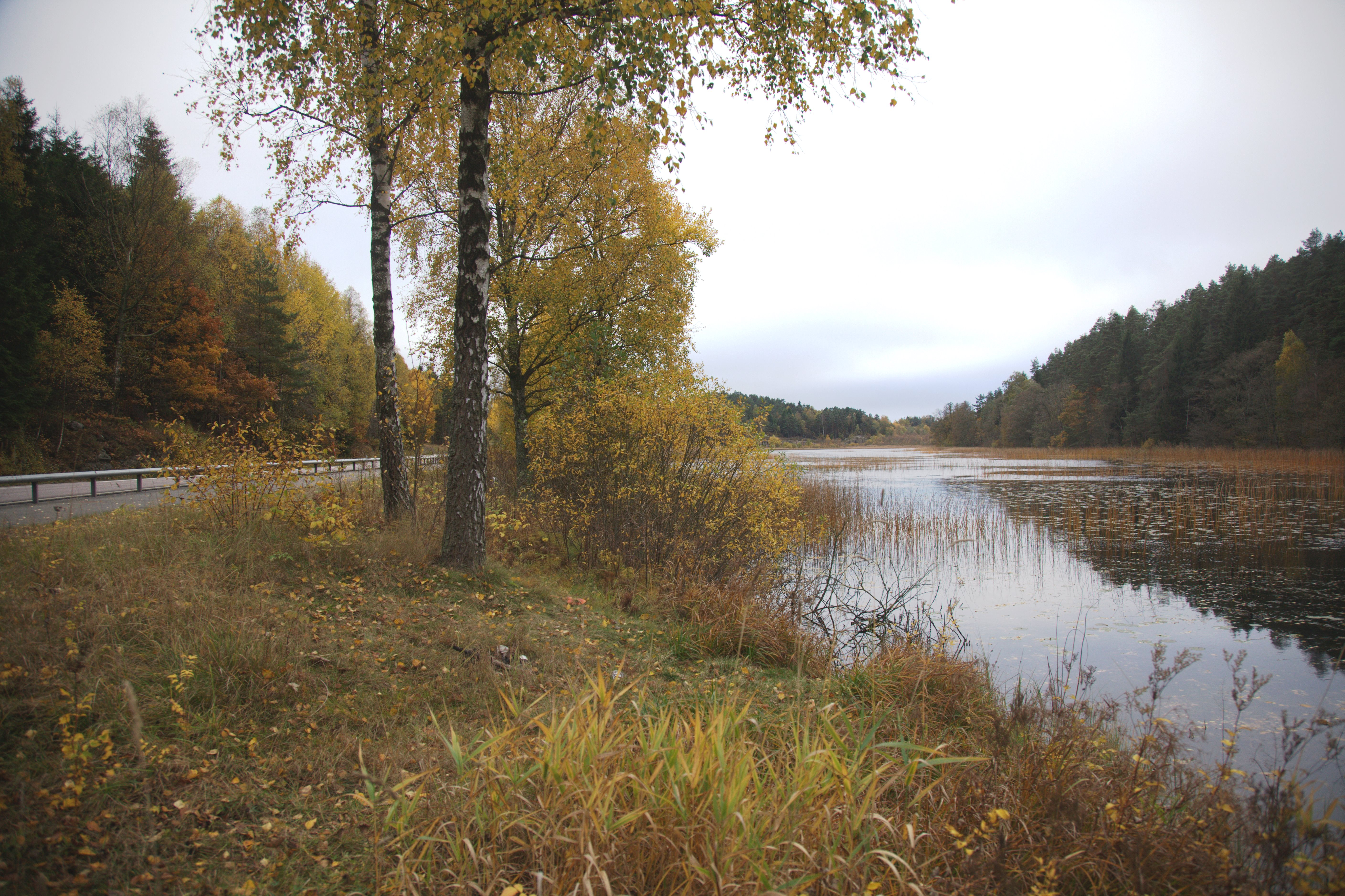
Tvibottens norra ände.
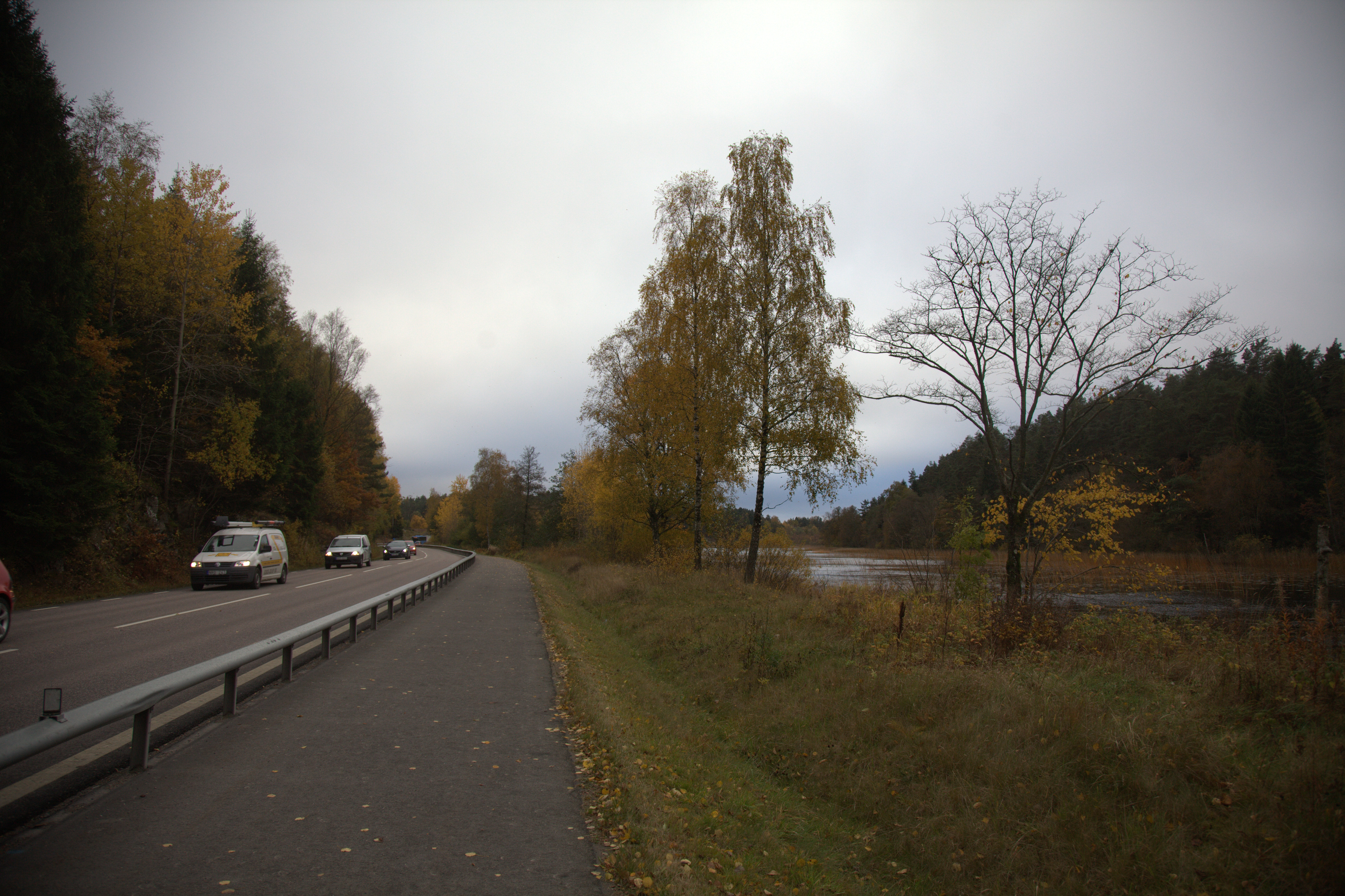
Vägen med cykelbana intill sjön.
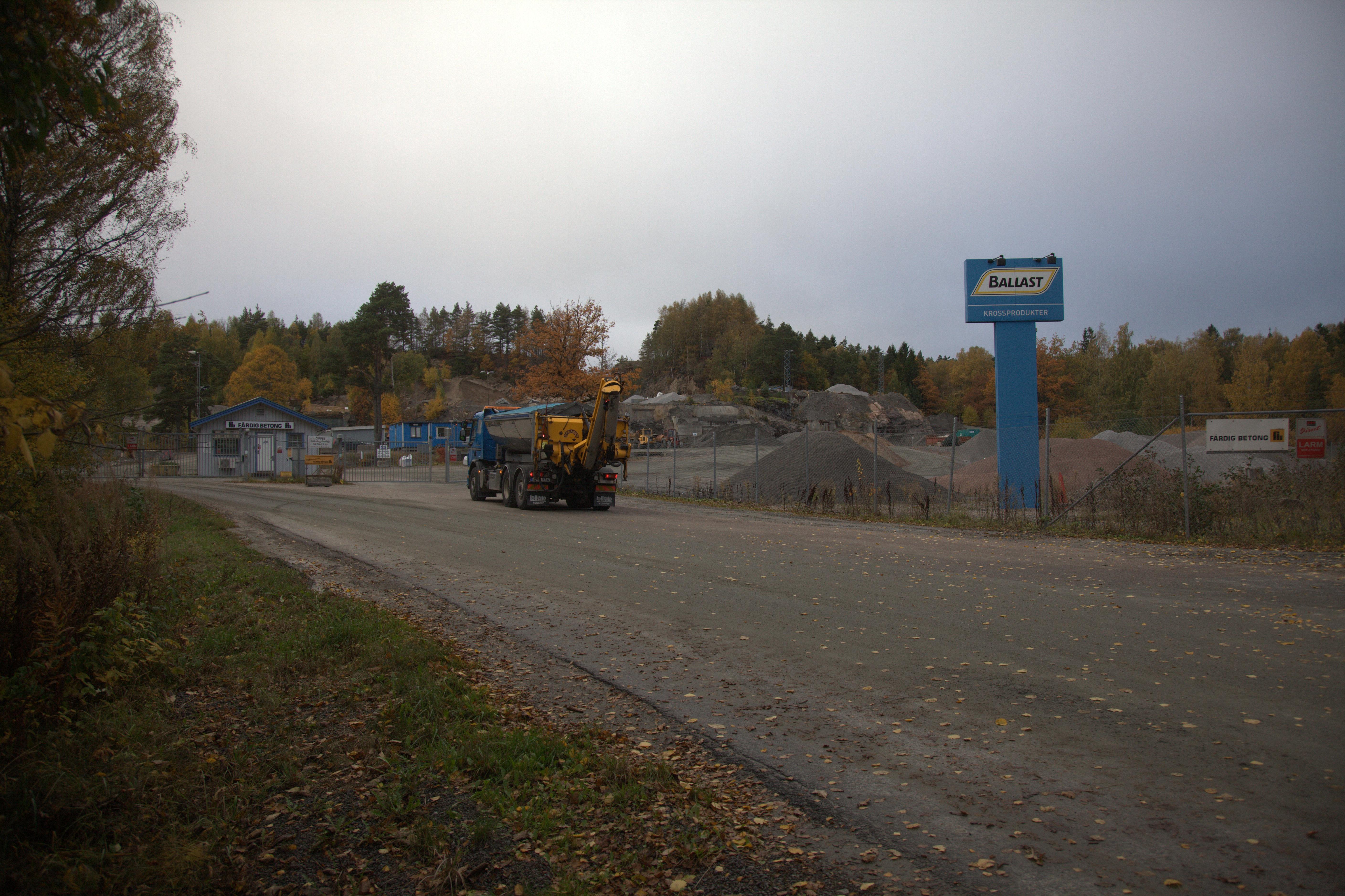
Ballast krossprodukter ligger precis vid sjöns södra ände.